# Ling Mengchu
Ling Mengchu (凌濛初S, Líng MéngchūP; 1580 – 1644) è stato uno scrittore cinese della dinastia Ming.

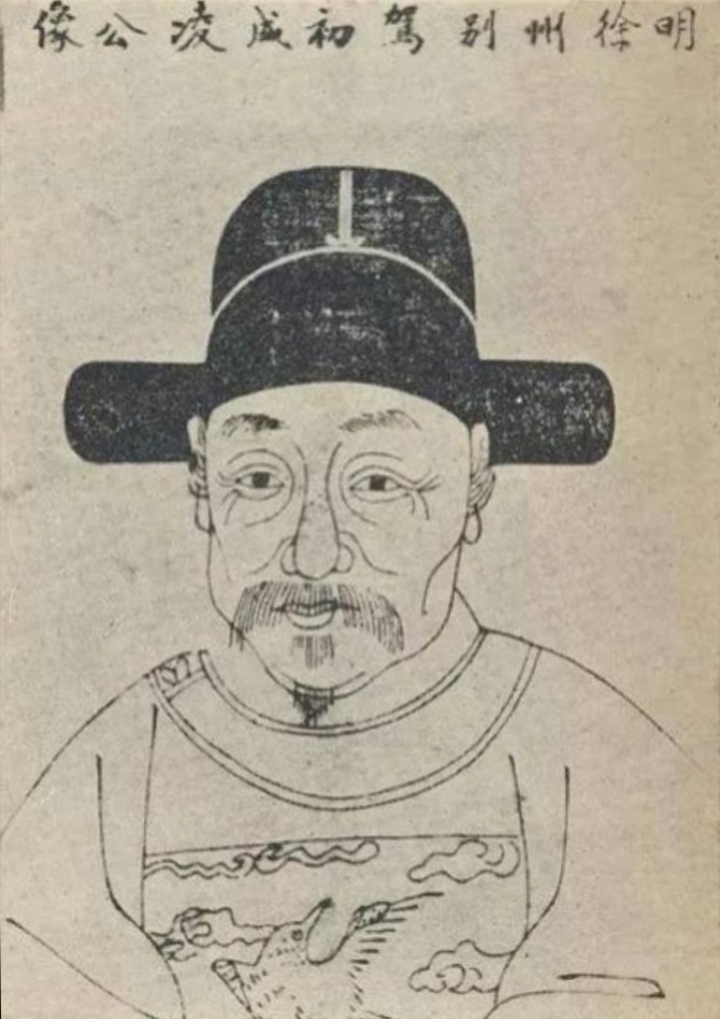
Ling Mengchu

Le sue opere più importanti sono delle raccolte di novelle scritte in cinese vernacolare, intitolate Battere il tavolo per lo stupore (拍案驚奇), I e II.

## Biografia

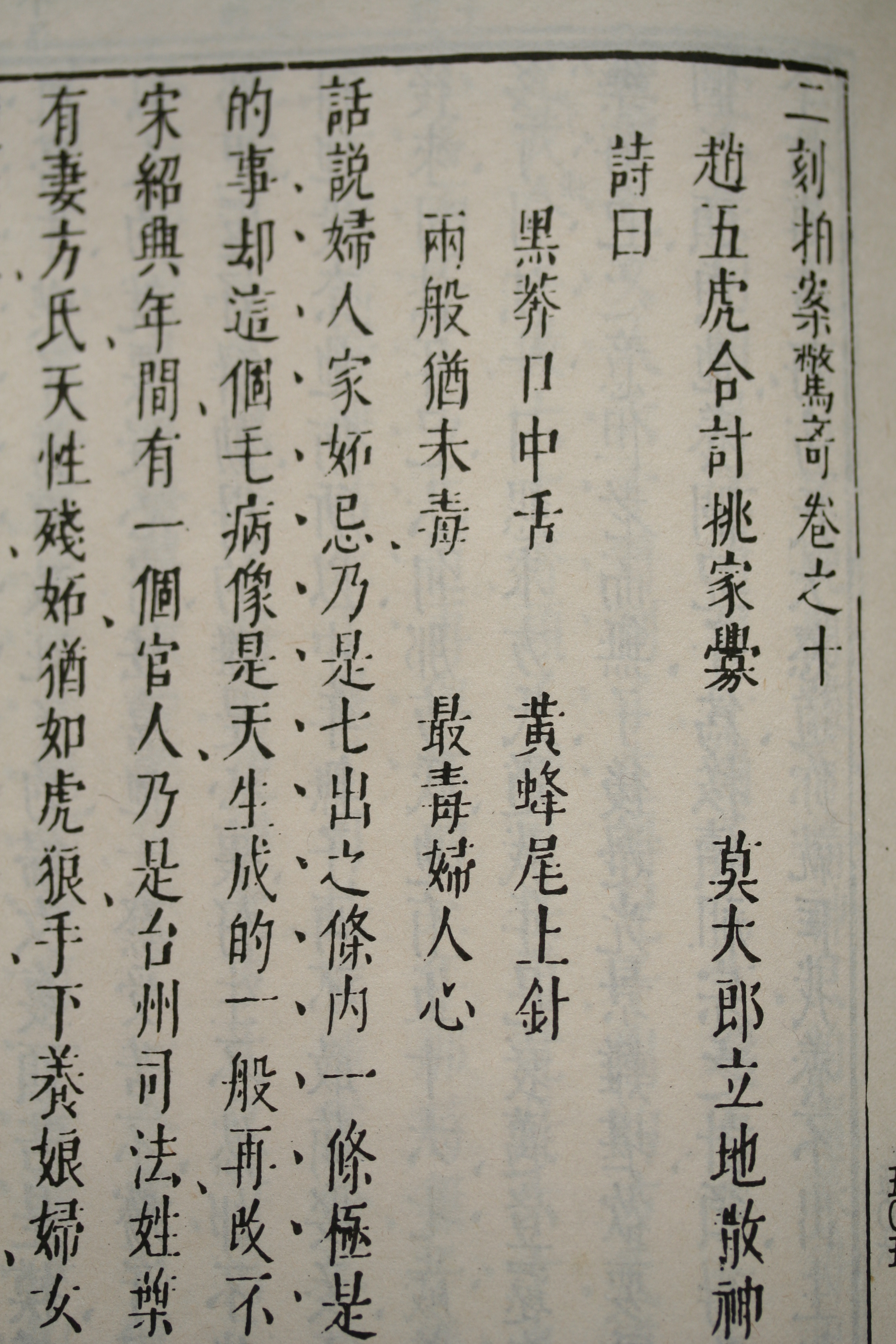
Battere il tavolo per lo stupore II, capitolo 10

Ling Mengchu nacque nella famiglia Ling di Wucheng, a nord della provincia dello Zhejiang, oggi chiamata distretto di Wuxing, Huzhou. Il suo nome di cortesia era Xuan Fang (玄房), ed il suo pseudonimo Chu Cheng (初成). La famiglia Ling era benestante, grazie alle proprietà terriere possedute, affittate oppure messe a coltura. L'area di Wucheng era vicina alle città di Hangzhou e Suzhou, mete commerciali e culturali, dove i materiali di lettura erano continuamente richiesti, e la famiglia di Mengchu era già avviata verso i metodi di stampa policroma dei libri. Ling Mengchu era indubbiamente un uomo d'affari ed un mercante, oltre che uno studioso tradizionale con l'ambizione di superare gli esami imperiali.
I suoi avi erano funzionari. Suo nonno Ling Yueyan (凌约言) fu un candidato di successo agli esami imperiali Ming e servì come assistente a Nanchino, amministrando affari legali e carceri. Il padre di Mengchu, Ling Dizhi (凌迪知), fu un candidato affermato nei più alti esami nel 1556. Lavorò all'inizio al ministero dei lavori pubblici, gestendo progetti, conservazione dell'acqua, fattorie ecc. Sebbene questa non fosse una carica rilevante, Ling Dizhi si dimostrò serio e diligente. Ben presto fu notato dall'imperatore, e divenne tongpan (通判) dell'amministrazione di Dingzhou e di Tongzhou.
Nel periodo della nascita di Ling Mengchu, il prestigio della sua famiglia era sceso. Mengchu era l'ultimo di quattro fratelli. Andò a scuola a 12 anni e ottenne il diploma xiucai a 18. Nel 1605 la madre morì e non superò gli esami del livello successivo. In seguito scrisse Pausa con Juzi (绝交举子书). Nel 1623 incontrò il ministro dei riti Zhu Guozhen. Dopo questo incontro, Ling Mengchu decise d'intraprendere la carriera di scrittore. Nel 1634 lavorò come magistrato di contea a Shanghai. Nel 1637 scrisse Wú sāo Hé Biān (吴骚合编) con Zhang Xudong. Nel 1643 venne promosso a tongpan nell'amministrazione di Xuzhou
Le attività e gli affari della famiglia Ling furono già discusse da un contemporaneo di Mengchu, Xie Zhaozhe (谢肇浙 1567-1624), che scrisse in proposito il Wu zazu (五雜俎 - Cinque offerte assortite). Ling tentò diverse volte gli esami imperiali, che fallì quasi sempre, e riuscì ad ottenere una mansione governativa solo a 54 anni. Ling sarebbe morto in battaglia nel 1644, combattendo contro il capo dei ribelli Li Zicheng.
Le novelle di Ling altro non erano che uno studio dettagliato del mondo morale della sua epoca, il XVII secolo. Un fattore sul quale Ling insistette molto era l'empirismo, uno studio oggettivo di ciò che esisteva oltre lo sguardo dell'osservatore. Nel materiale introduttivo alla sua prima raccolta di novelle, egli insisteva sul fatto che fosse infinitamente più difficile dipingere le fattezze di un cane o di un cavallo che si era già visto, piuttosto che rendere un fantasma od un goblin di cui mai si era avuta esperienza (citazione di Han Feizi). Queste nuove riflessioni letterarie esistevano già all'epoca dell'idealismo di Wang Yangming e della metafisica di Zhu Xi.

## Edizioni
- Ci hai bian ji wei yuan hui (辞海编辑委员会）. Ci hai （辞海）. Shanghai: Shanghai ci shu chu ban she （上海辞书出版社）, 1979.
- James Scott, traduzione di Rapp e Whiting, The Lecherous Academician,(1973), ISBN 0-85391-186-X
- Traduzione di Wen Jingen, Amazing Tales (Volume Uno), Panda Books, 1998. ISBN 7-5071-0398-6
- Traduzione di Perry W. Ma, Amazing Tales (Volume Due), Panda Books, 1998. ISBN 750710401X